# 1907 în artă
← 1904 în artă — 1905 în artă — 1906 în artă ——  1907 în artă  —— 1908 în artă — 1909 în artă — 1910 în artă →
1907 în artă implică o serie de evenimente:

## Evenimente

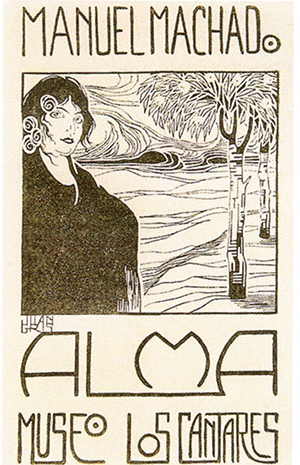
Alma, Museo los Cantares, Manuel Machado — Afiș realizat în 1907 de Juan Gris (1887 – 1927), pictor spaniol care, alături de Pablo Picasso și Georges Braque, a fost unul din principalii reprezentanți ai cubismului. Juan Gris a fost, de asemenea, un precursor al precizionismului.

### Evenimente artistice oriunde
- 7 februarie – Vanessa Stephen se căsătorește cu Clive Bell.[1]
- Septembrie – O copie a sculpturii Physical Energy - (Energie fizică) este plasată și dezvelită postum în Kensington Gardens din Londra.

Fără date precise:
- Henri Matisse începe să predea arte vizuale la Académie Matisse din Paris, o școală privată și necomercială de arte plastice.
- Adolphe Valette se alătură corpului cadrelor didactice de la Școala municipală de artă Manchester (Manchester Municipal School of Art).
- Kunsthalle Mannheim este proiectată și designată de Hermann Billing pentru a putea servi ca loc de expunere pentru o expoziție de artă internațională. Ulterior, va avea și funcția de muzeu de artă.
- Un complex plan al orașului Chicago (engleză Burnham Plan of Chicago) este realizat și produs de Daniel Burnham și Edward H. Bennett cu ilustrarea lui Jules Guerin.
- Bernard Berenson publică lucrarea North Italian Painters of the Renaissance - Pictori nord-italieni ai Renașterii.
- Un anume pigment, numit roșu cadmiu (engleză Cadmium Red), este produs industrial, pentru prima dată, în Germania.[2]

## Expoziții
- 1 - 27 octombrie – Salon d'Automne, Paris, 
  - Georges Braque expune Viaduc à l'Estaque, o lucrare proto-cubistă, care va intra ulterior în colecția Minneapolis Institute of Arts.
  - Simultan, se desfășoară o expoziție retrospectivă a 56 lucrări ale lui Paul Cézanne, ca tribut al artistului, care decedase în 1906.

### Expoziții oriunde
- Prima expoziție de artă lituaniană are loc în Vilnius.

## Lucrări

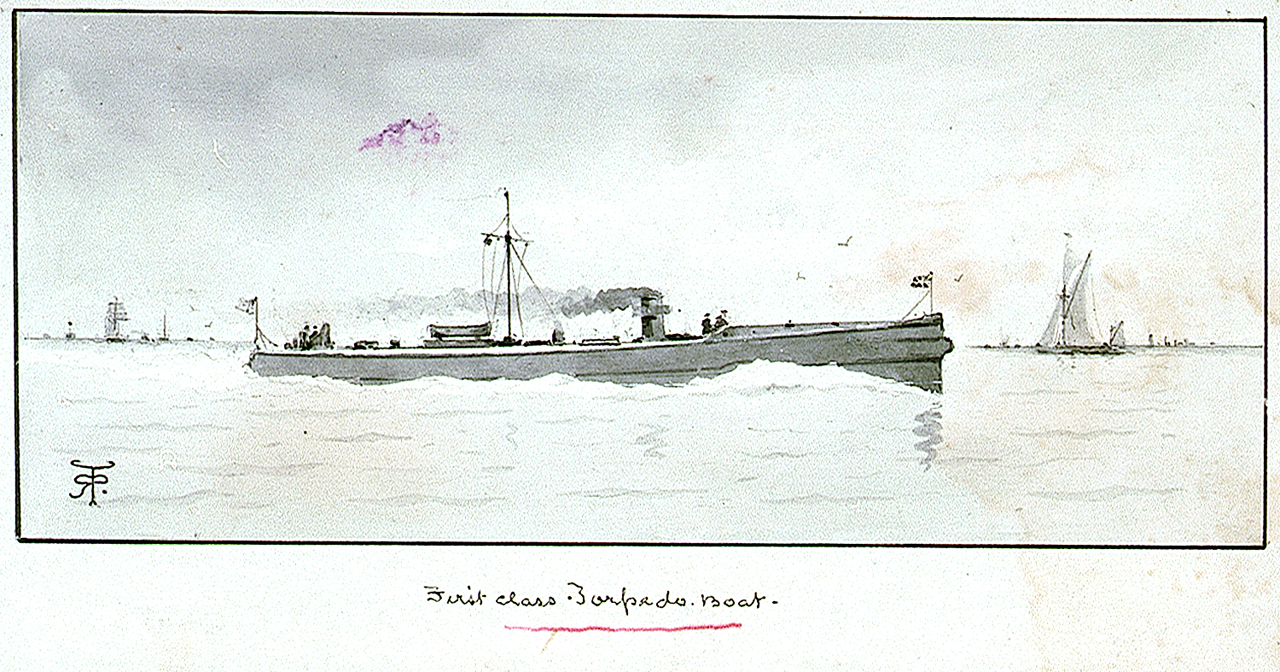
Robert Taylor Pritchett – First class torpedo boat - Vas torpilor de clasa întâi - 1907

## Mișcări artistice
- Cubism își are primele manifestări.

## Nașteri

### Ianuarie - iunie
- 13 ianuarie – Jon Gnagy, pictor, ilustrator și instructor de arte plastice la televiziune, american (d. 7 martie 1981)
- 4 februarie – James McIntosh Patrick, pictor peisagist scoțian (d. 7 aprilie 1998)
- 28 februarie – Milton Caniff, cartoonist american (d. 3 aprilie 1988)
- 10 martie – Antoinette Frissell Bacon, fotografă americancă (d. 17 aprilie 1988)
- 23 martie – Abidin Dino, pictor francez de origine turcă (d. 7 decembrie 1993)
- 23 aprilie
  - Elizabeth „Lee” Miller, fotografă americancă (d. 21 iulie 1977)
  - Fritz Wotruba, sculptor astriac (d. 28 august 1975)
- 1 mai – Theodore Roszak, pictor și sculptor polonezo - american (d. 2 septembrie 1981)
- 10 mai – Lenore Tawney, artistă vizuală americană, specializată în textile (d. 24 septembrie 2007)
- 22 mai – Hergé, scriitor comic belgian și artist vizual de benzi desenate (d. 1983)
- 6 iunie – George Rickey, pictor și sculptor de artă cinetică (d. 17 iulie 2002)
- 10 iunie – Fairfield Porter, pictor american (d. 18 septembrie 1975)
- 14 iunie – Nicolas Bentley, autor și ilustrator englez (d. 14 august 1978)

### Iulie - decembrie
- 1 iulie – Ilya Bolotowsky, pictor american de origine rusăa (d. 22 noiembrie 1981)
- 6 iulie – Frida Kahlo, pictor, mexicancă (d. 13 iulie 1954)
- 15 iulie – Seamus Murphy, sculptor irlandez (d. 2 octombrie 1975)
- 27 iulie – Petar Lubarda, pictor sârb (d. 13 februarie 1974)
- 5 august – Robert George Irwin, sculptor american și ucigaș în serie (a trei oameni) (d. 1975)
- 7 august – Albert Kotin, pictor expresionist - abstract american de origine rusă,  (d. 6 februarie 1980)
- 17 august – Acee Blue Eagle, pictor și muralist nativ american (d. 18 iunie 1959)
- 30 august – Leonor Fini, pictoriță italiano - argentiniană suprarealistă (d. 18 ianuarie 1996)
- 4 septembrie
  - Leo Castelli, negustor și colecționar de artă, galerist italiano - american (d. 21 august 1999)
  - Zhang Chongren, artist plastic și sculptor chinez (d. 8 octombrie 1998)
- 26 septembrie – Anthony Blunt, istoric de artă (d. 26 martie 1983)
- 5 octombrie – Jean Louis Berthault, designer de costume francezo - american (d. 8 aprilie 1997)
- 8 octombrie – Art Babbitt, american, desenator, scenarist, regizor, realizator de filme de animație, creatorul personajului Goofy (d. 4 martie 1992)
- 21 octombrie – Nikos Engonopoulos, pictor și poet grec (d. 31 octombrie 1985)
- 1 noiembrie – Terence Cuneo, pictor militar și feroviar englez (d. 3 ianuarie 1996)
- 4 noiembrie – Henry Heerup, pictor și sculptor danez (d. 30 mai 1993)
- 14 noiembrie – William Steig, desenator, caricaturist, sculptor și autor american (d. 3 octombrie 2003)
- 22 noiembrie – Dora Maar, franțuzoaică, poetă, pictoriță și fotografă, artistă vizuală pre-suprarealistă, iubita lui Pablo Picasso (d. 16 iulie 1997)
- 28 noiembrie – Charles Alston, artist vizual și profesor american, activ în mișcarea artistică Harlem Renaissance (d. 27 aprilie 1977).

## Decese

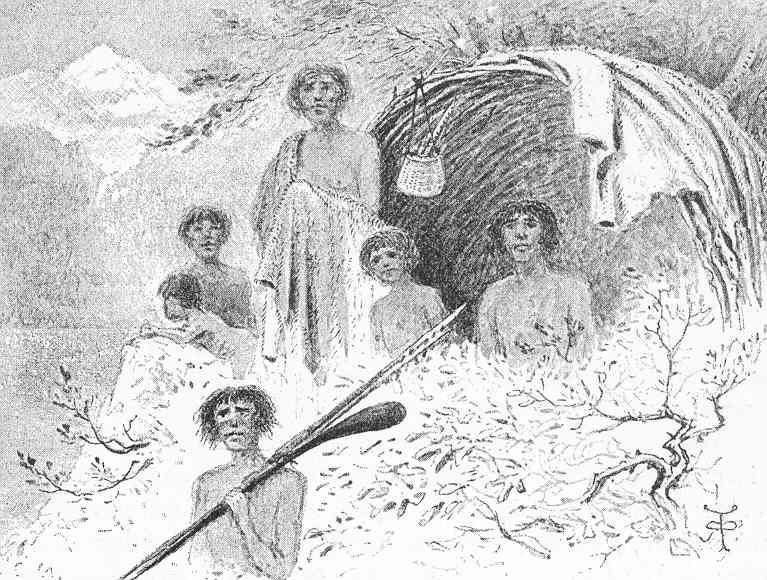
Robert Taylor Pritchett, Oameni din Insulele Fiji (1890)

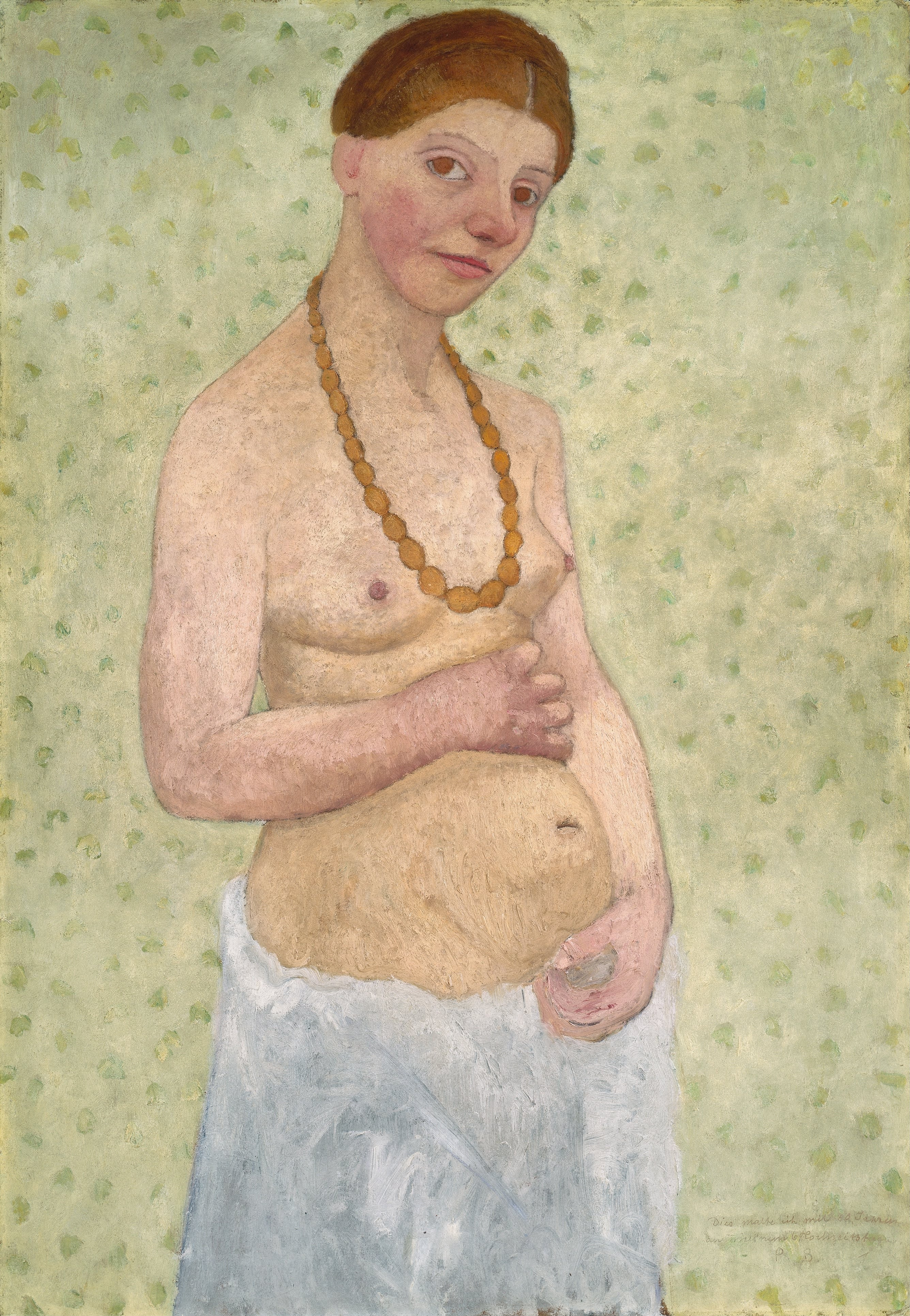
Paula Modersohn-Becker, Autoportret la cea de-a șasea aniversare a căsătoriei mele (1906)

- 8 ianuarie – Theodoor Verstraete, belgian, pictor realist rural și tipograf (n. 5 ianuarie 1850)[3]
- 11 februarie – Christen Dalsgaard, pictor danez (n. 30 octombrie 1824)
- 14 februarie – Adolf Seel, pictor german (n. 1 martie 1829)[4]
- 26 martie – Ettore Roesler Franz, pictor italian (n. 11 mai 1845)
- 14 aprilie – James Clarke Hook, englez, pictor de peisaje, subiecte marine și istorice (n. 21 noiembrie 1819)[5]
- 5 mai – Șeker Ahmet Pașa, pictor militar turc al epocii și post-epocii Tanzimat (n. 1841)
- 11 mai – Edward Kemeys, sculptor american (n. 31 ianuarie 1843)
- 18 mai – Bernhard Plockhorst, pictor și artist grafic german (n. 2 martie 1825)
- 14 iunie – Giuseppe Pellizza da Volpedo, pictor italian neoimpresionist (n. 28 iulie 1868)
- 16 iunie – Robert Taylor Pritchett, britanic, realizator de arme, inventator, artist vizual și ilustrator. A pictat ceremonii regale pentru Queen Victoria și a ilustrat ediția din 1905 a cunoscutei lucrări The Voyage of the Beagle - Voiajul navei Beagle - a lui Charles Darwin (n. 24 februarie 1828)
- 16 iulie – Théobald Chartran, pictor de propaganda francez (n. 20 iulie 1849)
- 3 august – Augustus Saint-Gaudens, sculptor american al curentului artistic Beaux-Arts (n. 1 martie 1848)
- 4 octobrie – Alfredo Keil, pictor și compozitor portughez de factură romantică (n. 3 iulie 1850)
- 3o octombrie – Đorđe Krstić, pictor realist sârb (n. 19 aprilie 1851)
- 20 noiembrie – Paula Modersohn-Becker, pictor femeie german (b. 8 februarie 1876)[6] [7]

## Galerie (lucrări din 1907)
- Lucrări reprezentative